# Gowrikallu, Koratagere
Gowrikallu là một làng thuộc tehsil Koratagere, huyện Tumkur, bang Karnataka, Ấn Độ.